# Ybotromyces caespitosus
Ybotromyces caespitosus är en svampart som först beskrevs av de Hoog & C. Rubio, och fick sitt nu gällande namn av Rulamort 1990. Ybotromyces caespitosus ingår i släktet Ybotromyces, klassen Dothideomycetes, divisionen sporsäcksvampar och riket svampar.   Inga underarter finns listade i Catalogue of Life.